# Даріуш Дзекановський
Даріуш Павел Дзекановський (пол. Dariusz Paweł Dziekanowski, нар. 30 вересня 1962, Варшава, Польща) — польський футболіст, що грав на позиції нападника. По завершенні ігрової кар'єри — спортивний коментатор і тренер.
Виступав, зокрема, за клуби «Легія», «Селтік» та «Кельн», а також національну збірну Польщі.
Чемпіон Польщі. Триразовий володар Кубка Польщі. 

## Клубна кар'єра
Народився 30 вересня 1962 року в місті Варшава. Вихованець футбольної школи клубу «Полонія». Дорослу футбольну кар'єру розпочав 1978 року в основній команді того ж клубу, в якій провів один сезон. 
Згодом з 1979 по 1985 рік грав у складі команд клубів «Гвардія» та «Відзев».
Своєю грою за останню команду привернув увагу представників тренерського штабу клубу «Легія», до складу якого приєднався 1985 року. Відіграв за команду з Варшави наступні чотири сезони своєї ігрової кар'єри. Більшість часу, проведеного у складі «Легії», був основним гравцем атакувальної ланки команди. У складі «Легії» був одним з головних бомбардирів команди, маючи середню результативність на рівні 0,46 голу за гру першості.
1989 року уклав контракт з клубом «Селтік», у складі якого провів наступні три роки своєї кар'єри гравця. 
Протягом 1992—1994 років захищав кольори клубів «Бристоль Сіті», «Легія», «Івердон Спорт» та «Алеманія» (Аахен). Протягом цих років виборов титул чемпіона Польщі.
З 1994 року два сезони захищав кольори команди клубу «Кельн». 
Завершив професійну ігрову кар'єру у клубі «Полонія», у складі якого вже виступав раніше. Прийшов до команди 1996 року, захищав її кольори до припинення виступів на професійному рівні у 1997.

## Виступи за збірні
1981 року залучався до складу молодіжної збірної Польщі.
1981 року дебютував в офіційних матчах у складі національної збірної Польщі. Протягом кар'єри у національній команді, яка тривала 10 років, провів у формі головної команди країни 63 матчі, забивши 20 голів.
У складі збірної був учасником чемпіонату світу 1986 року у Мексиці.

## Кар'єра тренера
Завершивши ігрову кар'єру, став футбольним коментатором. 2006 року увійшов до очолюваного нідерландцем Лео Бенгаккером тренерського штабу збірної Польщі, в якому пропрацював до 2008.

## Титули і досягнення
- Чемпіон Польщі (1):

«Легія»:  1993-1994
- Володар Кубка Польщі (3):

«Відзев»:  1985
«Легія»:  1989, 1994
- Найкращий бомбардир чемпіонату Польщі (1):

1988 (20 голів)